# Palpoxena hauseri
Palpoxena hauseri es una especie de insecto coleóptero de la familia Chrysomelidae.
Fue descrita científicamente en 1903 por Weise.